# Сражение при Гелиополисе (640)
Сражение при Гелиополисе (фр. Bataille d'Héliopolis) — одно из сражений во время арабского завоевания Египта, произошедшее в 640 году между арабскими войсками и византийской армией. Победа арабов решила судьбу византийского правления в Египте и открыла дверь для мусульманского завоевания византийского экзархата Африка.

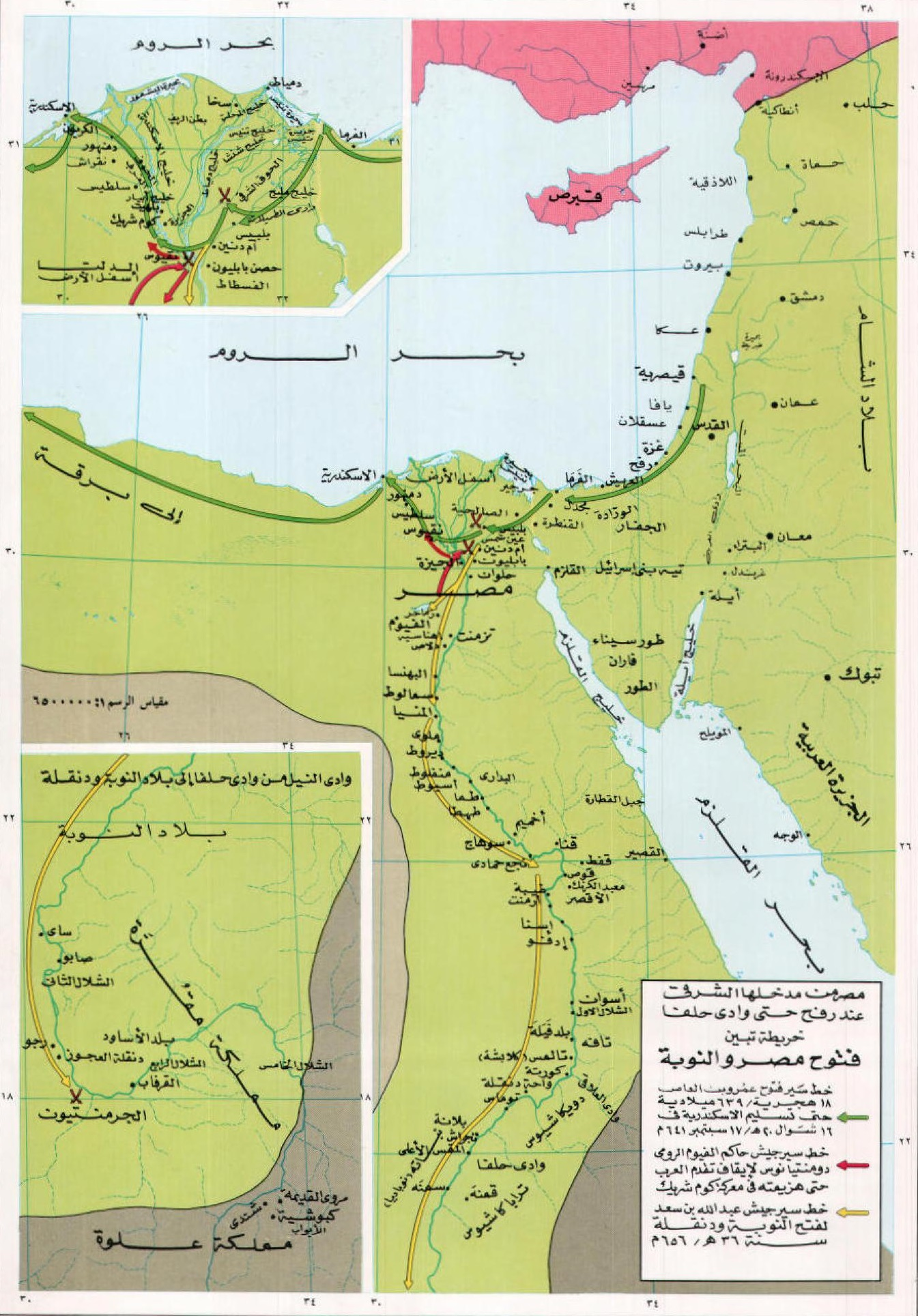
Карта арабского завоевания Египта

## Предыстория
После успешного завоевания Сирии в 638 году арабы обратили свое внимание на византийский Египет. В 639 году по приказу Омара их войска под командованием Амра ибн аль-Аса начали вторжение в страну. Относительно небольшой отряд численностью около 4000 человек прошел из Сирии через Эль-Ариш, захватил Фараму, Бильбейс, осадил крепость Вавилон около современного Каира, и через семь месяцев заставил её сдаться. Затем арабы взяли после осады Умм-Дунейн, пересекли Нил и направились в Фаюм. Тем временем второй отряд, отправленная Омаром,  6 июня 640 года прибыл к Гелиополису (совр. Айн-Шамс) и начала его осаду. Амр вернулся через Нил и объединил свои силы со вторым отрядом. Арабы начали готовиться к наступлению в сторону Александрии, но разведчики доложили о приближении 20-тысячной византийской армии стратига Феодора.

## Ход сражения
Амр разделил свою армию, насчитывавшую 15 000 человек, на три отдельных отряда. Один отряд, под командой Хариджи, укрылся за расположенными восточнее близлежащими холмами и должен был напасть на византийский фланг или тыл в разгар сражения. Второму отряду Амр приказал стать южнее, чтобы преследовать противника, а сам двинулся со своими основными силами прямо на атакующих ромеев. 
После того, как ряды обеих армий встретились на поле боя, отряд Хариджи атаковал византийский тыл, что стало полной неожиданностью для последних. Эта атака с тыла создала полный хаос в рядах ромеев. Когда войска Феодора попытались бежать на юг, их атаковал второй отряд, который был размещен именно для этой цели. Этот удар завершил окончательное поражение византийской армии, которая бежала вместе со своим командующим.

## Результаты
После поражения центральная часть Египта оказалась беззащитной перед арабами. После дальнейших полутора лет сражений и стычек арабам наконец удалось 4 ноября 641 года завоевать Александрию. Для Византийской империи потеря Египта означала потерю незаменимого источника продовольствия и денег.